# Rubbadubbers, tous au bain
 (janvier 2019).
Si vous disposez d'ouvrages ou d'articles de référence ou si vous connaissez des sites web de qualité traitant du thème abordé ici, merci de compléter l'article en donnant les références utiles à sa vérifiabilité et en les liant à la section « Notes et références ».
Rubbadubbers, tous au bain (Rubbadubbers) est une série télévisée d'animation britannique produite par HOT Animation et HIT Entertainment et diffusée du 2 septembre 2003 au 14 février 2005 sur CBeebies.
En France, la série a été diffusée sur Playhouse Disney.

## Synopsis
Sept jouets fictifs se retrouvent dans la salle de bain et sont capables de prendre vie lorsque les frères Benjie et Sis sortent ou quittent la salle de bain, notamment la baignoire, où ils s'amusent avec de nombreuses aventures au gré de leur imagination.

## Personnages
- Tubb, une grenouille rose
- Terence, un crocodile vert et jaune
- Finbar, un requin de remontage bleu et blanc
- Winona, une baleine grinçante de jouet violette
- Reg, un robot orange
- Amelia, un sous-marin de vol rouge, jaune, et bleue
- Sploshy, une éponge étoile de mer magenta

## Distribution

### Voix originales
- John Gordon Sinclair : Reg, Terence, Tubb et Lawrence
- Sean Hughes : Finbar
- Maria Darling : Amelia, Sploshy et Winona

### Voix françaises
- Hélène Chanson : Sploshy

 Source et légende : version française (VF) sur RS Doublage

## Diffusion
Rubbadubbers, tous au bain est diffusée dans près de 200 pays.